# Dalibor Mlejnský
Dalibor Mlejnský (* 10. listopadu 1969 Brandýs nad Labem) je český místní politik, v letech 2006 až 2014 zastupitel Hlavního města Prahy, od listopadu 2006 do listopadu 2014 starosta Městské části Praha 11 a bývalý předseda tamější místní organizace ODS.

## Politik
Na postu starosty Prahy 11 vystřídal stranickou kolegyni Martu Šorfovou, zvolen byl 27. listopadu 2006. Podle některých tvrzení byl zvolen za pomoci zastrašování, což nebylo nikdy prokázáno. Znovuzvolen do funkce starosty byl 9. listopadu 2010.
Ke dni 17. března 2014 pozastavil své členství v ODS. Rezignoval zároveň na funkce předsedy Místního sdružení ODS Jižní Město II, prvního místopředsedy ODS Praha 11 a na členství v klubu ODS  při Zastupitelstvu Hlavního města Prahy. Za rozhodnutím stojí podle něj soukromé důvody rodinného charakteru.
V komunálních volbách v roce 2014 obhájil mandát zastupitele Městské části Praha 11, když vedl jako nestraník kandidátku hnutí Jižní Město – náš domov (JM-ND). Ve funkci starosty jej ale v listopadu 2014 vystřídal člen subjektu "Hnutí pro Prahu 11" Jiří Štyler.

## Kauza ABL
Deník MF DNES v září 2010 zveřejnil informace (takzvanou „kauzu ABL“), podle kterých byli v roce 2007 někteří politici na Praze 11 sledováni bezpečnostní agenturou ABL, tehdy vlastněnou Vítem Bártou. Mlejnský původně mohl být jedním z údajně sledovaných politiků. V lednu 2011 deník MF DNES naopak zveřejnil informaci, že tehdejší vedení Prahy 11 bylo pravděpodobným zadavatelem sledování. Mlejnský nařčení odmítá a již počátkem října 2010 podal trestní oznámení. Pražská policie nakonec konstatovala, že podle ní v případu nebyl spáchán trestný čin a koncem února 2011 celý případ odložila.

## Kontroverze
Na podzim 2011 se objevilo podezření, že opsal svoji diplomovou práci. Dva posudky, které pro Český rozhlas zpracovala Ivana Čornejová z Ústavu dějin Univerzity Karlovy a Jiří Stočes ze Západočeské univerzity se shodly, že práce byla z valné většiny opsaná. Dalibor Mlejnský žádné pochybení nepřipustil. Luboš Chaloupka, rektor Univerzity Jana Amose Komenského, kde byla práce obhájena, si nechala zpracovat jiný posudek, podle kterého není diplomka nijak kvalitní, ale nepovažuje ji za plagiát.
Koncem roku 2014 se o něj zajímala protikorupční policie poté, co u něj zajistila 29 milionů korun v hotovosti. Městský soud v Praze usnesení o zajištění peněz zrušil a záležitost předal státnímu zastupitelství zpět k došetření. V témže usnesení Městský soud v Praze konstatoval, že uvedené finanční prostředky nepochází z trestné činnosti a byly zajištěny neoprávněně. Související kauza, týkající se obvinění 40 zastupitelů Prahy 11 kvůli nevýhodnému prodeji pozemků nebyla ke konci srpna 2017 uzavřena.
Během jeho starostování si Praha 11 nechala, v souvislosti s eurodotacemi na revitalizace nevhodně využívaných ploch, proplatit práce za 10,5 milionu korun, aniž by prokázala, že dodavatel tyto práce skutečně provedl. V návaznosti na to byl s dalšími sedmi lidmi obviněn z dotačního podvodu a zmanipulování soutěže. Zproštěn obžaloby byl rozhodnutím Vrchního soudu v Praze, který tímto potvrdil rozsudek Městského soudu v Praze o zproštění obžaloby.

## Dílo
- MLEJNSKÝ, Dalibor. Američtí prezidenti mediálního věku Praha: Galerie EfEf, 2017.[25]
- MLEJNSKÝ, Dalibor. Kaleidoskop života a vlády Karla IV.. Praha: Galerie EfEf, 2017. 145 s. ISBN 978-80-905787-4-6.